# Гаитянский креольский язык
Гаитя́нский крео́льский язы́к (самоназвание — kreyòl ayisyen [kɣejɔl ajisjɛ̃], фр. créole haïtien) — язык, на котором говорит население Гаити. Распространён также в ряде других регионов Америки, где живут выходцы из Гаити (Багамские Острова, Квебек и др.). По данным на 2014 год, число говорящих составляло ок. 12 млн. чел. на Гаити и около 2 млн. чел. в других странах. Сложился на основе французского языка. Лексика представляет собой видоизменённую французскую лексику XVIII века, обнаруживающую влияние языков Западной и Центральной Африки с небольшими арабскими (также «завезёнными» из Африки), испанскими, португальскими и английскими вкраплениями. Грамматика существенно упрощена, правописание, как правило, соответствует произношению. Язык имеет два диалекта: Fablas и Plateau.
С 1961 года — второй официальный язык Гаити наряду с французским языком, который до этого был единственным литературным и официальным языком страны. Законодательно статус был закреплён в конституции 1987 года, называющей гаитянский креольский и французский официальными языками, но признающей гаитянский креольский единственным общим языком для всех гаитян.

## Происхождение
Есть много теорий о формировании гаитянского креольского языка.
Одна из этих теорий утверждает, что гаитянский креольский начал развиваться ещё в Западной Африке, до ввоза африканских рабов в Америку, и что, поскольку многие из ввозимых на Гаити рабов могли быть в течение некоторого времени вблизи торговых постов, на которых их держали до отправки на острова Карибского бассейна, у них бы сложился элементарный креольский ещё до того, как они были отправлены на Гаити.
Другая теория говорит о том, что зарождение гаитянского креольского языка началось тогда, когда рабы, говорящие на языках семьи фон, начали говорить с использованием слов из языка их хозяев.

## Распространение
На Гаити креольский лишь с конца 20 в. получил официальный статус; до того единственным официальным языком считался французский, хотя на нём говорила в основном элита острова.
Как язык меньшинства, креольский распространён в общинах гаитянского происхождения во Флориде, в Доминиканской Республике и на Карибских островах (он взаимопонятен для носителей других карибских креольских языков на французской основе, лишь незначительно отличаясь от них грамматически и лексически). Также он распространён на Кубе, причём не только среди гаитянских мигрантов, но и среди их соседей.
Взаимопонимание с носителями луизианского креольского языка возможно, но затруднено, поскольку эти языки развивались изолированно друг от друга в течение нескольких столетий.

## Орфография и фонология
Гаитянский креольский имеет систематичную орфографию, в которой написание строго придерживается произношения во всех словах, кроме имен собственных и иностранных слов. В соответствии с официальной стандартизированной орфографией в гаитянском креольском 32 звука: a, an, b, ch, d, e, è, en, f, g, h, i, j, k, l, m, n, ng, o, ò, on, ou, oun, p, r, s, t, ui, v, w, y, z. Следует отметить отсутствие букв c, q, u и x. Буква k используется для звуков букв c и q. Буква u используется только в сочетании с другими буквами (ou, oun, ui), а для её замены в словах французского происхождения используется буква (и, соответственно, звук) i. Для передачи звука буквы x используется комбинации букв k и s, k и z или g и z.
| Согласные             | Согласные | Согласные | Согласные                                     |
| Гаитянская орфография | МФА       | Примеры   | Русский эквивалент                            |
| --------------------- | --------- | --------- | --------------------------------------------- |
| b                     | b         | bagay     | большой                                       |
| ch                    | ʃ         | cheve     | шантаж                                        |
| d                     | d         | dènye     | дом                                           |
| f                     | f         | fig       | фестиваль                                     |
| g                     | ɡ         | gòch      | Гаити                                         |
| h                     | h         | hinghang  | холод                                         |
| j                     | ʒ         | jedi      | жар                                           |
| k                     | k         | kle       | круг                                          |
| l                     | l         | lalin     | луна                                          |
| m                     | m         | moun      | мороз                                         |
| n                     | n         | nòt       | нога                                          |
| ng                    | ŋ         | hinghang  | Нет точного эквивалента в русском, англ. sing |
| p                     | p         | pakèt     | пакет                                         |
| r                     | ɣ         | rezon     | бухгалтер                                     |
| s                     | s         | sis       | солнце                                        |
| t                     | t         | tonton    | телефон                                       |
| v                     | v         | vwazen    | ваза                                          |
| w                     | w         | wi        | Уэльс                                         |
| y                     | j         | pye       | йогурт                                        |
| z                     | z         | zero      | зонт                                          |

| Гласные                               | Гласные | Гласные   | Гласные            |
| Гаитянская орфография                 | МФА     | Примеры   | Русский эквивалент |
| ------------------------------------- | ------- | --------- | ------------------ |
| a (или à перед n)                     | a       | abako pàn | Анна               |
| an (когда за ней не следует гласная)  | ã       | anpil     | жанр               |
| e                                     | e       | kle       | мех                |
| è                                     | ɛ       | fèt       | энергия            |
| en (когда не следует за гласной)      | ɛ̃       | mwen      | энергия            |
| i                                     | i       | lide      | игра               |
| o                                     | o       | zwazo     | олово              |
| ò                                     | ɔ       | deyò      | комната            |
| on (когда за ней не следует гласная)  | ɔ̃       | tonton    | монтаж             |
| ou                                    | u       | kafou     | ну                 |
| oun (когда за ней не следует гласная) | ũ       | youn      | руны               |
| ui                                    | ɥi      | lannuit   | Уильям             |

- В гаитянском креольском (в традиционной орфографии) нет букв, для которых нет звуков.

Все звуки всегда пишутся одинаково, кроме случаев, когда гласная несет гравис ‹`› и стоит перед ‹n›, что делает её открытой гласной вместо носовой. Примеры: ‹en› (произношение — /ɛ̃/) и ‹èn› (/ɛn/); ‹on› (произношение — /ɔ̃/), но ‹òn› (/ɔn/); <an> (/ã/), но <àn> = (/an/).